# Agence Nationale de l’Electrification et des Services Energétiques en milieux rural et périurbain
L’Agence Nationale de l’Électrification et des Services Énergétiques en Milieux Rural et Périurbain (ANSER) est un établissement public de la République démocratique du Congo (RDC), créé par le décret n°16/014 du 21 avril 2016. Elle a pour mission de promouvoir l’accès à l’électricité et aux services énergétiques dans les zones rurales et périurbaines, dans un contexte où le taux d’électrification national demeure très faible.

## Contexte national
La RDC affiche l’un des plus faibles taux d’accès à l’électricité en Afrique subsaharienne, inférieur à 22 % au niveau national et à peine 1 % en milieu rural. De fortes disparités persistent entre les zones urbaines et rurales, malgré un important potentiel énergétique. Pour améliorer cette situation, la Loi n°14/011 du 17 juin 2014 a libéralisé le secteur de l’électricité et ouvert la voie à de nouveaux acteurs, dont l’ANSER, afin de stimuler les investissements et de fournir une assistance technique en vue d’élargir l’accès à l’énergie.

## Historique et cadre institutionnel
L’ANSER a été instituée par le décret n°16/014 du 21 avril 2016, deux ans après la libéralisation du secteur électrique. Son opérationnalisation n’est toutefois intervenue qu’en 2020, à la suite de la nomination de ses premiers mandataires par l’ordonnance présidentielle n°20/121 du 17 juillet 2020. En août 2023, une nouvelle équipe dirigeante est nommée par l’ordonnance présidentielle n°23/172 du 18 août 2023.

## Missions, vision et objectifs pour la RDCongo
Les 23 missions confiées à l’ANSER par la Loi 14/011 et le décret n°16/014 s’articulent autour de trois axes principaux :  
- La planification et programmation de l’électrification rurale et périurbaine
- La mobilisation des financements et investissements pour l’électrification rurale
- La mise en place d’un fonds national d’électrification rurale

La vision de l’ANSER est d’atteindre « l’électricité pour tous à l’horizon 2050 », avec des paliers fixés à 30 % d’accès en 2025, 62.5 % en 2030, et un accès universel en 2040.
L’agence s’engage également en faveur de l’égalité des genres dans l’accès à l’énergie.

## Organisation et gouvernance
L’ANSER est dotée d’autonomie administrative et financière. Sa gouvernance est assurée par trois organes :  
- Le Conseil d’Administration
- La Direction Générale
- Le Collège des Commissaires aux Comptes

Le décret n°16/149 du 21 avril 2016 détaille les prérogatives de ces organes. L’agence s’appuie sur sept directions opérationnelles, dont les missions sont définies par son cadre organique.

## Approche décentralisée
Pour mieux répondre aux besoins locaux, l’ANSER a subdivisé le territoire en six pools d’électrification (Grand Oriental, Grand Équateur, Grand Est, Grand Kasaï, Grand Ouest, Grand Katanga), couvrant les 26 provinces du pays. Cette démarche vise à rapprocher la prise de décision du terrain, à soutenir techniquement les acteurs provinciaux et à élaborer des Plans Locaux d’Électrification (PLE) adaptés aux réalités de chaque zone.

## Projets réalisés en RDCongo
En 2023, l’ANSER a lancé un vaste chantier d’électrification rurale, basé sur un Programme d’Investissements Prioritaires (PIP) comprenant plus de 200 projets et sur les PLE élaborés selon l’approche « 145 territoires ». À ce jour, 49 projets sont en cours d’exécution, financés par l’État congolais. Ils portent notamment sur :  
- L’extension de réseaux électriques (ex. Ndjili-Brasserie, Mbata-Kiela, Luvungi-Katogota)
- La réhabilitation de centrales hydroélectriques (ex. la centrale de Muovo à Miabi)
- La construction de centrales solaires photovoltaïques dans de nombreux territoires ruraux
- L’installation d’éclairage public, préalable à la mise en place des centrales solaires dans certaines localités

En 2022, grâce à l’action de l’ANSER, au moins 500 000 personnes ont bénéficié de l’éclairage public.
Des initiatives soutenues par Power Africa (USAID) accompagnent la RDC dans ses efforts d’électrification, où l’ANSER joue un rôle clé.

## Écosystème institutionnel et cadre réglementaire
La libéralisation du secteur électrique a conduit à la création de l’Autorité de Régulation du secteur de l’Électricité (ARE), chargée de réguler la concurrence, et de l’ANSER, chargée d’encadrer techniquement les initiatives d’électrification rurale et périurbaine. La Politique Nationale de l’Énergie (2022) et la Lettre de Politique du Ministère des Ressources Hydrauliques et Électricité précisent les responsabilités de chaque acteur, encouragent les énergies renouvelables décentralisées, les investissements privés et le développement de l’hydrogène vert.

## Le Fonds Mwinda
L’ANSER a mis en place le Fonds Mwinda, un fonds de subventions basé sur les résultats, destiné à soutenir l’accès à l’électricité pour les ménages ruraux défavorisés et à réduire les risques pour les investisseurs dans ces zones considérées comme à haut risque. En 2021, l’agence a annoncé vouloir mobiliser 500 millions USD pour ce fonds, afin de stimuler le marché et d’accélérer l’électrification rurale.